# 成田吉弘
成田 吉弘（なりた よしひろ、1951年 - ） は、日本の機械工学者。大和大学元教授。北海道大学名誉教授。元日本機械学会機械力学・計測制御部門長。日本複合材料学会フェロー。

## 人物・経歴
北海道出身。北海道札幌南高等学校を経て、1974年北海道大学工学部機械工学科卒業。1980年北海道大学大学院工学研究科機械工学第二専攻博士後期課程修了。
その後、北海道科学大学計算機センター専任講師。1985年北海道工業大学機械工学科助教授。1991年北海道工業大学機械工学科教授。
2004年北海道大学大学院工学研究科教授。2007年日本機械学会機械力学計測制御部門副部門長。2008年日本機械学会機械力学計測制御部門部門長、日本機械学会北海道支部支部長、日本機械学会機械力学計測制御部門国際賞受賞。2015年日本機械学会北海道支部賞（貢献賞）受賞。2017年日本機械学会賞（論文）受賞。同年定年退職、北海道大学名誉教授。
国際協力機構JICA高等教育長期専門家としてC-BEST projectでスラウェシ島のハサヌディン大学に滞在。2020年大和大学理工学部教授、日本機械学会機械力学・計測制御部門学術業績賞受賞。日本機械学会名誉員、日本複合材料学会フェロー。